# 6 Horas de Shanghái

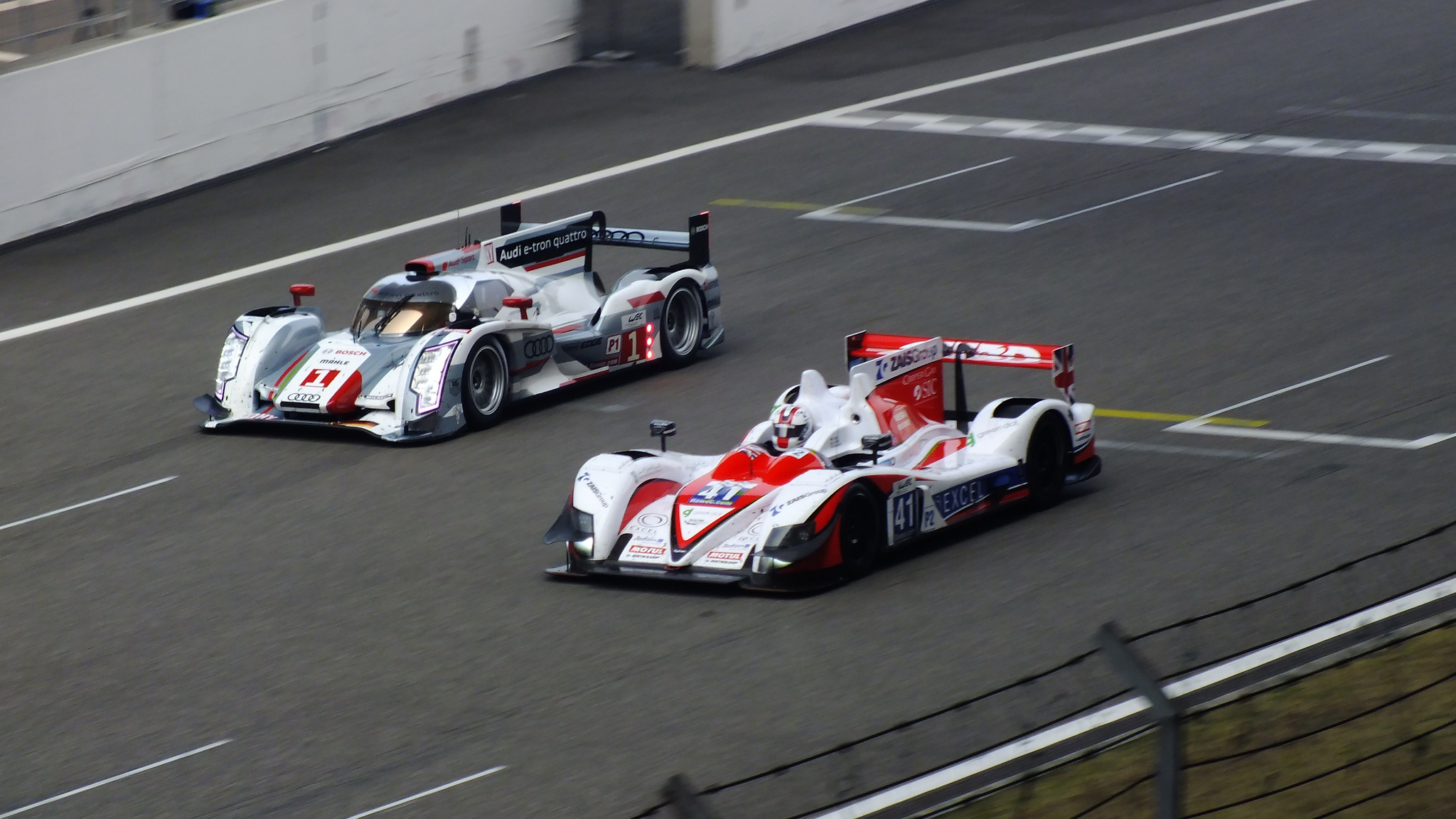
Autos compitiendo en las 6 Horas de Shanghái.

Las 6 Horas de Shanghái es una carrera de autos deportivos que se celebra en el Circuito Internacional de Shanghái en el distrito de Jiading de Shanghái en la República Popular de China. Fue creado para el Campeonato Mundial de Resistencia de la FIA y se celebró por primera vez el 28 de octubre de 2012 como la octava y última ronda del Campeonato Mundial de Resistencia 2012.

## Ganadores
| Año     | Pilotos                                          | Automóvil               | Escudería             | Campeonato                        |         |         |
| 6 Horas | 6 Horas                                          | 6 Horas                 | 6 Horas               | 6 Horas                           | 6 Horas | 6 Horas |
| ------- | ------------------------------------------------ | ----------------------- | --------------------- | --------------------------------- | ------- | ------- |
| 2012    | Alexander Wurz Nicolas Lapierre                  | Toyota TS030 Hybrid     | Toyota Racing         | Campeonato Mundial de Resistencia |         |         |
| 2013    | André Lotterer Benoît Tréluyer Marcel Fässler    | Audi R18 e-tron quattro | Audi Sport Team Joest | Campeonato Mundial de Resistencia |         |         |
| 2014    | Anthony Davidson Sébastien Buemi                 | Toyota TS040 Hybrid     | Toyota Racing         | Campeonato Mundial de Resistencia |         |         |
| 2015    | Mark Webber Timo Bernhard Brendon Hartley        | Porsche 919 Hybrid      | Porsche Team          | Campeonato Mundial de Resistencia |         |         |
| 2016    | Mark Webber Timo Bernhard Brendon Hartley        | Porsche 919 Hybrid      | Porsche Team          | Campeonato Mundial de Resistencia |         |         |
| 2017    | Anthony Davidson Sébastien Buemi Kazuki Nakajima | Toyota TS050 Hybrid     | Toyota Racing         | Campeonato Mundial de Resistencia |         |         |
| 2018    | Mike Conway José María López Kamui Kobayashi     | Toyota TS050 Hybrid     | Toyota Racing         | Campeonato Mundial de Resistencia |         |         |
| 4 Horas |                                                  |                         |                       |                                   |         |         |
| 2019    | Gustavo Menezes Norman Nato Bruno Senna          | Rebellion R13           | Rebellion Racing      | Campeonato Mundial de Resistencia |         |         |

## Estadísticas

### Constructores con más títulos
| Núm. | Constructor | Victorias | Años                   |
| ---- | ----------- | --------- | ---------------------- |
| 1    | Toyota      | 4         | 2012, 2014, 2017, 2018 |
| 2    | Porsche     | 2         | 2015, 2016             |
| 3    | Audi        | 1         | 2013                   |
| 3    | Oreca       | 1         | 2019                   |